# 오스카리 프리만
오스카르 다비드 "오스카리" 프리만(핀란드어: Oskar David "Oskari" Friman, 1893년 1월 27일 - 1933년 10월 19일)은 핀란드의 레슬링 선수였다. 그는 1920년과 1924년 올림픽에서 금메달을 획득했고 1921년 세계 선수권 대회 라이트급 부문에서 금메달을 획득했다.
프리만은 1908년에 레슬링을 시작했고, 자신의 클럽 동료 에밀 바레와 함께 1915년까지 최고의 핀란드 레슬링 선수가 되었다. 1차 세계 대전 때문에, 그는 1920년 올림픽에서 국제 대회에 출전하기 시작했다. 바레는 곧 은퇴했고 프리만은 라이트급으로 복귀했다. 한동안 그는 정육점과 양철공으로 일했다. 그러나 나중에 그가 유명해지고 현역에서 은퇴했을때, 핀란드와 스웨덴 레슬링 국가 대표팀 코치로 고용되었다.

## 참조
1. ↑  “오스카리 프리만”. 《sports-reference.com》. 2009년 10월 22일에 원본 문서에서 보존된 문서. 2016년 8월 10일에 확인함.